# Tsuneko Sasamoto
Tsuneko Sasamoto (en nihongo: 笹本 恒子, Sasamoto Tsuneko; Tokio, 1 de septiembre de 1914-15 de agosto de 2022) fue una fotógrafa japonesa, la primera mujer fotoperiodista de Japón.

## Primeros años
Nació en Tokio, Japón. Asistió a la facultad de economía doméstica, pero la abandonó porque tenía la ambición de convertirse en pintora. Después de la deserción, fue a un instituto de pintura (sin avisar a sus padres) y a una escuela de corte y confección.

## Carrera profesional
Comenzó su carrera como ilustradora a tiempo parcial en las páginas de noticias locales del Tokio Nichinichi Shimbun (ahora Mainichi Shimbun, uno de los periódicos de Japón). A los veintiséis años, fue ascendida a empleada en período de prueba en 1940 cuando se unió a la Sociedad Fotográfica de Japón, convirtiéndose oficialmente en la primera mujer fotoperiodista en Japón. 
Consideró que Margaret Bourke-White fue una de las principales influencias que la llevaron a convertirse en fotógrafa.
Realizó su trabajo de fotógrafa de manera independiente, debido a que la prensa y las agencias más importantes no contrataban a las mujeres. Sus fotografías de la sociedad de la posguerra y sus retratos ganaron fama. Sasamoto fotografió diferentes temas desde el general Douglas MacArthur durante la ocupación estadounidense de Japón hasta los mineros del carbón en huelga y los estudiantes que protestaban.
Publicó un libro de fotos en 2011 llamado Hyakusai no Finder, o Centenarian's Finder. Cumplió cien años en septiembre de 2014. Ese año realizó una exposición con las obras de su libro de 2011 llamada Hyakusai Ten, or Centenarian's Exhibition. Fueron cien fotografías de mujeres y heroínas desconocidas de la eras Meiji y Showa. Con esta muestra exhibió una parte importante de su trabajo porque nunca ha dejado, a lo largo de su carrera, de intentar rehabilitar figuras femeninas olvidadas.
En 2015, publicó otro libro, Inquisitive Girl at 101. Se rompió la mano izquierda y las dos piernas en 2015, pero continuó fotografiando. Estuvo trabajando en un proyecto llamado Hana Akari o Flower Glow. El libro es en honor a sus amigos que habían fallecido.

## Premios
- 2016: Premio Lucie a la trayectoria[9]